# لاکهید آر۶وی کونستلیشن
لاکهید آر۶وی کونستلیشن (به انگلیسی: Lockheed R6V Constitution) یک هواگرد ساختِ کارخانهٔ لاکهید کورپوریشن در کشور ایالات متحده آمریکا است . نخستین استفاده‌کنندهٔ این هواگرد نیروی دریایی ایالات متحده آمریکا بوده‌است. این هواگرد برای نخستین بار در ۹ نوامبر ۱۹۴۶ میلادی مورد استفاده قرار گرفت.